# 石川義房
石川 義房（いしかわ よしふさ、生没年不詳）は、戦国時代の武将。通称太郎左衛門。

## 略歴
天正7年（1579年）8月29日、徳川家康の命を受け浜松城へ築山殿、野中重政らと同行し、道中殺害された築山殿の検使を担当した。
義房、岡本時仲らはみな神仏の罰を被り病を発症し、或いは身内に不幸が起こったと言う。